# Dékanmè
Dékanmè est l'un des neuf arrondissements de la commune de Kpomassè dans le département de l'Atlantique au Bénin,.

## Géographie

### Localisation
Dékanmè est situé au nord-ouest de la commune de Kpomassè. Il est limité au nord et à l'est par Dédomè, à l'est par Dékanmè, à l'ouest par la commune de Bopa, au sud par Tokpa-Domè et Sègbèya.

### Administration
Sur les 76 villages et quartiers de ville que compte la commune, l'arrondissement de Dékanmè groupe 12 villages que sont: 
1. Ahouango Agbidicomè
2. Ahouango Hinsocomè
3. Azizonkanmè
4. Foncomè
5. Glégbotonou
6. Houédjro
7. Houéyogbé
8. Kpago
9. Kpodji  Atingo
10. Kpodji Clotomè
11. Sèbo
12. Yèmè

## Histoire
L'arrondissement de Dékanmè est une subdivision administrative béninoise. Dans le cadre de la décentralisation au Bénin, Il devient officiellement un arrondissement de la commune de Kpomassè le 27 mai 2013 après la délibération et adoption par l'Assemblée nationale du Bénin en sa séance du 15 février 2013 de la loi n° 2013-O5 du 15/02/2013 portant création, organisation, attributions et fonctionnement des unités administratives locales en République du Bénin

## Démographie
Selon le recensement de la population de 2013 conduit par l'Institut national de la statistique et de l'analyse économique (INSAE), Dékanmè compte 2230 ménages avec 9 977 habitants,.
| Indicateur           | 2013 |
| -------------------- | ---- |
| Nombre de ménages    | 2230 |
| Population féminine  | 5141 |
| Population masculine | 4836 |
| Population totale    | 9977 |

La population est composée de plusieurs ethnies dont les Adja et les Fon sont majoritaires.

## Personnalités
- Octave Houdégbé (1945-), homme politique béninois, ancien député, promoteur de la Houdégbé North American University of Benin (HNAUB), est né à Dékanmè.